# Synarthothelium
Synarthothelium is een geslacht van schimmels in de orde Arthoniales. De typesoort is Synarthothelium sipmanianum. De familie is nog niet met zekerheid bepaald (incertae sedis).

## Soorten
Volgens Index Fungorum bevat het geslacht twee soorten (peildatum oktober 2021):
| Soortnaam                    | Auteur(s) | Publicatiejaar |
| ---------------------------- | --------- | -------------- |
| Synarthothelium cerebriforme | Sparrius  | 2009           |
| Synarthothelium sipmanianum  | Sparrius  | 2009           |